# 2910 Yoshkar-Ola
A 2910 Yoshkar-Ola (ideiglenes jelöléssel 1980 TK13) a Naprendszer kisbolygóövében található aszteroida. Nyikolaj Sztyepanovics Csernih fedezte fel 1980. október 11-én.